# Ciento dieciséis
El ciento dieciséis (116) es el número natural que sigue al 115 y precede al 117.

## En matemáticas
- El 116 es un número compuesto, que tiene los siguientes factores propios: 1, 2, 4, 29 y 58. Como la suma de sus factores es 94 < 116, se trata de un número defectivo.
- 116 es también un número de Erdős-Woods.[1]

## En ciencia
- El 116 es el número atómico del livermorio.

## En otros campos
- 116 es el número telefónico de emergencias en Perú.
- La cantidad de años que duró realmente la Guerra de los Cien Años entre Francia e Inglaterra, de 1337 a 1453.